# Gymnasium (Zeitschrift)

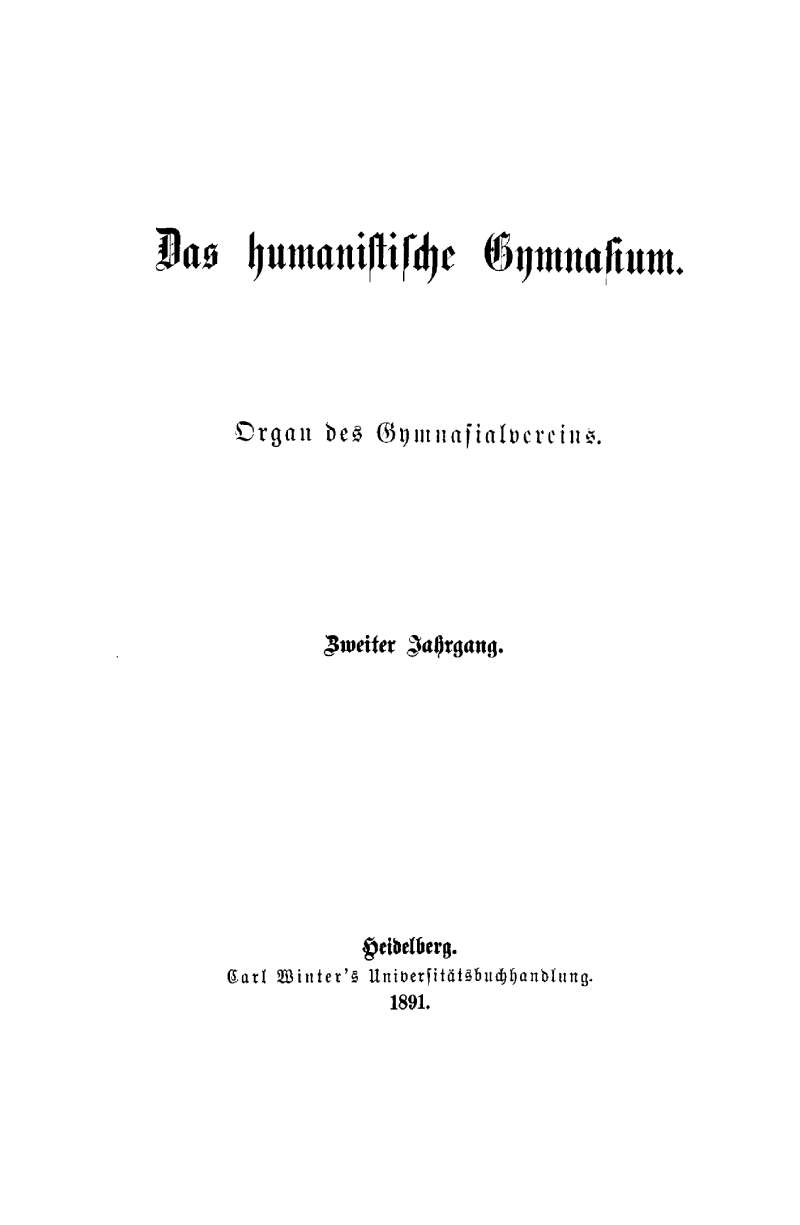
Das humanistische Gymnasium 1891

Gymnasium (Untertitel Zeitschrift für Kultur der Antike und humanistische Bildung) (abgekürzt Gymnasium, Gymn. oder schlicht G) ist eine traditionsreiche altertumswissenschaftliche Fachzeitschrift im deutschsprachigen Raum.
Begründet wurde das Gymnasium 1890 von Gustav Uhlig als Das humanistische Gymnasium. 1937 wurde die Zeitschrift in Gymnasium. Zeitschrift für Kultur der Antike und humanistische Bildung umbenannt. Die erste Folge der Zeitschrift endete 1944 mit dem 56. Band. 1949 wurde eine noch heute bestehende „Neue Folge“ gestartet. Derzeit erscheint das Gymnasium in sechs Heften pro Jahr (früher vier). Verlegt wird sie beim Universitätsverlag Winter in Heidelberg.
Das Anliegen der Zeitschrift war es anfangs, universitäre Forschung und gymnasiale Schulbildung näher zueinander zu bringen, doch richtet sie sich inzwischen primär an ein Fachpublikum. Inhaltlich findet man vor allem altphilologische Beiträge, aber daneben erscheinen regelmäßig auch Artikel zur Alten Geschichte und (selten) zur Klassischen Archäologie. Beiträge werden in Form von Aufsätzen, Berichten, Diskussionen und Buchbesprechungen dargeboten. Die Sprache der Artikel ist in der Regel Deutsch; dies gilt auch für die meisten Beiträge von nicht deutschsprachigen Autoren.
Die derzeitigen Herausgeber sind die beiden klassischen Philologen Ulrich Schmitzer (seit 2001) und Markus Janka (seit 2007) sowie der Althistoriker Andreas Luther (seit 2007).
ISSN 0342-5231

## Frühere Herausgeber
- Gustav Uhlig 1890–1914
- Oskar Jäger 1909
- Eugen Grünwald 1911–1929
- Fritz Bucherer 1916–1936
- Hermann Ostern 1930–1937
- Rudolf Herzog 1938–1944
- Hans Haas 1936–1937, 1949–1957
- Hildebrecht Hommel 1949–1950
- Franz Bömer 1951–1999
- Ludwig Voit 1958–1989
- Hermann Steinthal 1990–2002
- Richard Klein 1994–2006